# Consiglio di Stato della Repubblica e Cantone Ticino
Il Consiglio di Stato è il governo del Cantone Ticino.

## Elezione
L'elezione ha luogo ogni 4 anni in una domenica d'inizio aprile, contemporaneamente a quella del Gran Consiglio, il parlamento cantonale. L'ultima elezione si è svolta il 2 aprile 2023.
Viene utilizzato un sistema proporzionale a circondario e turno unico che determina la spartizione dei 5 seggi in base ai voti raccolti dai singoli partiti. In seguito viene eletto chi ha raccolto più voti preferenziali all'interno della propria lista di partito. Nel caso di un decesso o di dimissioni di un Consigliere di Stato in carica, il suo seggio verrà affidato al subentrante di lista (non sono previste quindi elezioni complementari).

## Composizione
Dopo le elezioni cantonali del 2 aprile 2023 la composizione del Consiglio di Stato ticinese è la seguente:
- Marina Carobbio Guscetti (PS): Dipartimento dell'Educazione, della Cultura e dello Sport (DECS)
- Christian Vitta (PLR): Dipartimento delle Finanze e dell'Economia (DFE)
- Norman Gobbi (Lega TI): Dipartimento delle Istituzioni (DI)
- Raffaele De Rosa (AdC): Dipartimento della Sanità e della Socialità (DSS); Presidente
- Claudio Zali (Lega TI): Dipartimento del Territorio (DT)

## Storia
| Legislatura                                  | Nome                                   | Partito                       | Dipartimento |
| -------------------------------------------- | -------------------------------------- | ----------------------------- | ------------ |
| 2023 - 2027                                  | Raffaele De Rosa                       | Alleanza del Centro           | DSS          |
| 2023 - 2027                                  | Christian Vitta                        | Partito liberale radicale     | DFE          |
| 2023 - 2027                                  | Marina Carobbio Guscetti               | Partito socialista            | DECS         |
| 2023 - 2027                                  | Norman Gobbi                           | Lega dei ticinesi             | DI           |
| 2023 - 2027                                  | Claudio Zali                           | Lega dei ticinesi             | DT           |
| 2019-2023                                    | Raffaele De Rosa                       | Partito popolare democratico  | DSS          |
| 2019-2023                                    | Christian Vitta                        | Partito liberale radicale     | DFE          |
| 2019-2023                                    | Manuele Bertoli                        | Partito socialista            | DECS         |
| 2019-2023                                    | Norman Gobbi                           | Lega dei ticinesi             | DI           |
| 2019-2023                                    | Claudio Zali                           | Lega dei ticinesi             | DT           |
| 2015 - 2019                                  | Paolo Beltraminelli                    | Partito popolare democratico  | DSS          |
| 2015 - 2019                                  | Christian Vitta                        | Partito liberale radicale     | DFE          |
| 2015 - 2019                                  | Manuele Bertoli                        | Partito socialista            | DECS         |
| 2015 - 2019                                  | Norman Gobbi                           | Lega dei ticinesi             | DI           |
| 2015 - 2019                                  | Claudio Zali                           | Lega dei ticinesi             | DT           |
| 2011 - 2015                                  | Paolo Beltraminelli                    | Partito popolare democratico  | DSS          |
| 2011 - 2015                                  | Laura Sadis                            | Partito liberale radicale     | DFE          |
| 2011 - 2015                                  | Manuele Bertoli                        | Partito socialista            | DECS         |
| 2011 - 2015                                  | Norman Gobbi                           | Lega dei ticinesi             | DI           |
| 2011 - 2015                                  | Marco Borradori (fino al 2013)         | Lega dei ticinesi             | DT           |
| 2011 - 2015                                  | Michele Barra (dal 2013) Defunto       | Lega dei ticinesi             | DT           |
| 2011 - 2015                                  | Claudio Zali (dal novembre 2013)       | Lega dei ticinesi             | DT           |
| 2007 - 2011                                  | Patrizia Pesenti                       | Partito socialista            | DSS          |
| 2007 - 2011                                  | Laura Sadis                            | Partito liberale radicale     | DFE          |
| 2007 - 2011                                  | Gabriele Gendotti                      | Partito liberale radicale     | DECS         |
| 2007 - 2011                                  | Luigi Pedrazzini                       | Partito popolare democratico  | DI           |
| 2007 - 2011                                  | Marco Borradori                        | Lega dei ticinesi             | DT           |
| 2003 - 2007                                  | Patrizia Pesenti                       | Partito socialista            | DSS          |
| 2003 - 2007                                  | Marina Masoni                          | Partito liberale radicale     | DFE          |
| 2003 - 2007                                  | Gabriele Gendotti                      | Partito liberale radicale     | DECS         |
| 2003 - 2007                                  | Luigi Pedrazzini                       | Partito popolare democratico  | DI           |
| 2003 - 2007                                  | Marco Borradori                        | Lega dei ticinesi             | DT           |
| 1999 - 2003                                  | Patrizia Pesenti                       | Partito socialista            | DSS          |
| 1999 - 2003                                  | Marina Masoni                          | Partito liberale radicale     | DFE          |
| 1999 - 2003                                  | Giuseppe Buffi                         | Partito liberale radicale     | DECS         |
| 1999 - 2003                                  | Gabriele Gendotti (dal 2000)           |                               |              |
| 1999 - 2003                                  | Luigi Pedrazzini                       | Partito popolare democratico  | DI           |
| 1999 - 2003                                  | Marco Borradori                        | Lega dei ticinesi             | DT           |
| 1995 - 1999                                  | Pietro Martinelli                      | Partito socialista            | DSS          |
| 1995 - 1999                                  | Marina Masoni                          | Partito liberale radicale     | DFE          |
| 1995 - 1999                                  | Giuseppe Buffi                         | Partito liberale radicale     | DIC          |
| 1995 - 1999                                  | Alex Pedrazzini                        | Partito popolare democratico  | DI           |
| 1995 - 1999                                  | Marco Borradori                        | Lega dei ticinesi             | DT           |
| 1991 - 1995                                  | Pietro Martinelli                      | Partito socialista            | DOS          |
| 1991 - 1995                                  | Dick Marty                             | Partito liberale radicale     | DFE          |
| 1991 - 1995                                  | Giuseppe Buffi                         | Partito liberale radicale     | DIC          |
| 1991 - 1995                                  | Alex Pedrazzini                        | Partito popolare democratico  | DI           |
| 1991 - 1995                                  | Renzo Respini                          | Partito popolare democratico  | DT           |
| 1987 - 1991                                  | Rossano Bervini                        | Partito socialista            | DOS          |
| 1987 - 1991                                  | Pietro Martinelli                      | Partito socialista            | DI e DG      |
| 1987 - 1991                                  | Giuseppe Buffi                         | Partito liberale radicale     | DPE e DP     |
| 1987 - 1991                                  | Claudio Generali                       | Partito liberale radicale     | DF e DC      |
| 1987 - 1991                                  | Dick Marty (dal 1989)                  |                               |              |
| 1987 - 1991                                  | Renzo Respini                          | Partito popolare democratico  | DEP e DM     |
| 1983 - 1987                                  | Rossano Bervini                        | Partito socialista            | DOS          |
| 1983 - 1987                                  | Carlo Speziali                         | Partito liberale radicale     | DPE e DI     |
| 1983 - 1987                                  | Giuseppe Buffi (dal 1986)              |                               |              |
| 1983 - 1987                                  | Claudio Generali                       | Partito liberale radicale     | DF e DC      |
| 1983 - 1987                                  | Fulvio Caccia                          | Partito popolare democratico  | DA e DP      |
| 1983 - 1987                                  | Renzo Respini                          | Partito popolare democratico  | DG, DM e DEP |
| 1979 - 1983                                  | Benito Bernasconi                      | Partito socialista            | DOS          |
| 1979 - 1983                                  | Carlo Speziali                         | Partito liberale radicale     | DPE e DI     |
| 1979 - 1983                                  | Ugo Sadis                              | Partito liberale radicale     | DF e DC      |
| 1979 - 1983                                  | Fulvio Caccia                          | Partito popolare democratico  | DA e DP      |
| 1979 - 1983                                  | Flavio Cotti                           | Partito popolare democratico  | DEP e DM     |
| 1975 - 1979                                  | Benito Bernasconi                      | Partito socialista            | DOS          |
| 1975 - 1979                                  | Ugo Sadis                              | Partito liberale radicale     | DF e DE      |
| 1975 - 1979                                  | Argante Righetti                       | Partito liberale radicale     | DC e DI      |
| 1975 - 1979                                  | Flavio Cotti                           | Partito popolare democratico  | DG e DM      |
| 1975 - 1979                                  | Fabio Vassalli                         | Partito popolare democratico  | DA e DP      |
| 1975 - 1979                                  | Fulvio Caccia (dal 1977)               |                               |              |
| 1971 - 1975                                  | Benito Bernasconi                      | Partito socialista            | DOS          |
| 1971 - 1975                                  | Arturo Lafranchi                       | Partito popolare democratico  | DI e DEP     |
| 1971 - 1975                                  | Alberto Lepori                         | Partito popolare democratico  | DG e DP      |
| 1971 - 1975                                  | Argante Righetti                       | Partito liberale radicale     | DM e DC      |
| 1971 - 1975                                  | Ugo Sadis                              | Partito liberale radicale     | DF e DE      |
| 1967 - 1971                                  | Bixio Celio                            | Partito liberale radicale     | DE e DF      |
| 1967 - 1971                                  | Arturo Lafranchi                       | Partito conservatore          | DEP e DI     |
| 1967 - 1971                                  | Argante Righetti                       | Partito liberale radicale     | DC e DM      |
| 1967 - 1971                                  | Angelo Pellegrini                      | Partito conservatore          | DG e DP      |
| 1967 - 1971                                  | Alberto Lepori (dal 1968)              |                               |              |
| 1967 - 1971                                  | Federico Ghisletta                     | Partito socialista            | DOS          |
| 1963 - 1967                                  | Plinio Cioccari                        | Partito liberale radicale     | DE e DF      |
| 1963 - 1967                                  | Franco Zorzi                           | Partito liberale radicale     | DM e DC      |
| 1963 - 1967                                  | Argante Righetti (dal 1964)            |                               |              |
| 1963 - 1967                                  | Arturo Lafranchi                       | Partito conservatore          | DEP e DI     |
| 1963 - 1967                                  | Angelo Pellegrini                      | Partito conservatore          | DG e DP      |
| 1963 - 1967                                  | Federico Ghisletta                     | Partito socialista            | DOS          |
| 1959 - 1963                                  | Plinio Cioccari                        | Partito liberale radicale     | DE e DF      |
| 1959 - 1963                                  | Franco Zorzi                           | Partito liberale radicale     | DC e DM      |
| 1959 - 1963                                  | Alberto Stefani                        | Partito conservatore          | DEP e DI     |
| 1959 - 1963                                  | Arturo Lafranchi (dal 1962)            |                               |              |
| 1959 - 1963                                  | Tito Tettamanti                        | Partito conservatore          | DG e DP      |
| 1959 - 1963                                  | Angelo Pellegrini (dal 1960)           |                               |              |
| 1959 - 1963                                  | Guglielmo Canevascini                  | Partito socialista            | DOS          |
| 1959 - 1963                                  | Piero Pellegrini (dall'agosto 1959)    |                               |              |
| 1959 - 1963                                  | Federico Ghisletta (dall'ottobre 1959) |                               |              |
| 1955 - 1959                                  | Nello Celio                            | Partito liberale radicale     | DC           |
| 1955 - 1959                                  | Brenno Galli                           | Partito liberale radicale     | DF e DE      |
| 1955 - 1959                                  | Mario Soldini                          | Partito conservatore          | DEP e DI     |
| 1955 - 1959                                  | Alberto Stefani (dal 1956)             |                               |              |
| 1955 - 1959                                  | Adolfo Janner                          | Partito conservatore          | DG e DP      |
| 1955 - 1959                                  | Guglielmo Canevascini                  | Partito socialista            | DOS          |
| 1951 - 1955                                  | Nello Celio                            | Partito liberale radicale     | DC           |
| 1951 - 1955                                  | Brenno Galli                           | Partito liberale radicale     | DF e DE      |
| 1951 - 1955                                  | Agostino Bernasconi                    | Partito conservatore          | DEP e DI     |
| 1951 - 1955                                  | Adolfo Janner (dal 1951)               |                               |              |
| 1951 - 1955                                  | Giuseppe Lepori                        | Partito conservatore          | DG e DP      |
| 1951 - 1955                                  | Mario Soldini (dal 1955)               |                               |              |
| 1951 - 1955                                  | Guglielmo Canevascini                  | Partito socialista            | DOS          |
| 1947 - 1951                                  | Nello Celio                            | Partito liberale radicale     | DC           |
| 1947 - 1951                                  | Brenno Galli                           | Partito liberale radicale     | DF e DE      |
| 1947 - 1951                                  | Giuseppe Lepori                        | Partito popolare democratico  | DG e DP      |
| 1947 - 1951                                  | Agostino Bernasconi                    | Partito popolare democratico  | DEP e DI     |
| 1947 - 1951                                  | Guglielmo Canevascini                  | Partito socialista            | DOS          |
| 1943 – 1947 (Elezione tacita)                | Giuseppe Lepori                        | Partito Democratico Cristiano |              |
| 1943 – 1947 (Elezione tacita)                | Angiolo Martignoni                     | Partito Democratico Cristiano |              |
| 1943 – 1947 (Elezione tacita)                | Fulvio Bolla                           | Partito liberale radicale     |              |
| 1943 – 1947 (Elezione tacita)                | Brenno Galli (dal 1946)                |                               |              |
| 1943 – 1947 (Elezione tacita)                | Emilio Forni                           | Partito liberale radicale     |              |
| 1943 – 1947 (Elezione tacita)                | Nello Celio (dal 1946)                 |                               |              |
| 1943 – 1947 (Elezione tacita)                | Guglielmo Canevascini                  | Partito socialista            |              |
| 1939 - 1943                                  | Angiolo Martignoni                     | Partito conservatore          |              |
| 1939 - 1943                                  | Enrico Celio                           | Partito conservatore          |              |
| 1939 - 1943                                  | Isidoro Antognini                      | Partito liberale radicale     |              |
| 1939 - 1943                                  | Emilio Forni                           | Partito liberale radicale     |              |
| 1939 - 1943                                  | Guglielmo Canevascini                  | Partito socialista            |              |
| 1935 - 1939                                  | Angiolo Martignoni                     | Partito conservatore          |              |
| 1935 - 1939                                  | Enrico Celio                           | Partito conservatore          |              |
| 1935 - 1939                                  | Isidoro Antognini                      | Partito liberale radicale     |              |
| 1935 - 1939                                  | Emilio Forni                           | Partito liberale radicale     |              |
| 1935 - 1939                                  | Guglielmo Canevascini                  | Partito socialista            |              |
| 1931 - 1935                                  | Angiolo Martignoni                     | Partito conservatore          |              |
| 1931 - 1935                                  | Giuseppe Cattori                       | Partito conservatore          |              |
| 1931 - 1935                                  | Enrico Celio (dal 1932)                |                               |              |
| 1931 - 1935                                  | Antonio Galli                          | Partito liberale radicale     |              |
| 1931 - 1935                                  | Cesare Mazza                           | Partito liberale radicale     |              |
| 1931 - 1935                                  | Guglielmo Canevascini                  | Partito socialista            |              |
| 1927 - 1931                                  | Giuseppe Cattori                       | Partito conservatore          |              |
| 1927 - 1931                                  | Angelo Tarchini                        | Partito conservatore          |              |
| 1927 - 1931                                  | Angiolo Martignoni (dal 1927)          |                               |              |
| 1927 - 1931                                  | Antonio Galli                          | Partito liberale radicale     |              |
| 1927 - 1931                                  | Cesare Mazza                           | Partito liberale radicale     |              |
| 1927 - 1931                                  | Guglielmo Canevascini                  | Partito socialista            |              |
| 1923 – 1927 (Elezione tacita)                | Giuseppe Cattori                       | Partito Democratico Cristiano |              |
| 1923 – 1927 (Elezione tacita)                | Giovanni Rossi                         | Partito liberale radicale     |              |
| 1923 – 1927 (Elezione tacita)                | Antonio Galli (dal 1926)               |                               |              |
| 1923 – 1927 (Elezione tacita)                | Cesare Mazza                           | Partito liberale radicale     |              |
| 1923 – 1927 (Elezione tacita)                | Raimondo Rossi                         | GAPT                          |              |
| 1923 – 1927 (Elezione tacita)                | Guglielmo Canevascini                  | Partito socialista            |              |
| 1921 – 1923 (Consiglio di Stato di 7 membri) | Giuseppe Cattori                       | Partito conservatore          |              |
| 1921 – 1923 (Consiglio di Stato di 7 membri) | Sebastiano Martinoli                   | Partito conservatore          |              |
| 1921 – 1923 (Consiglio di Stato di 7 membri) | Mansueto Pometta                       | Partito conservatore          |              |
| 1921 – 1923 (Consiglio di Stato di 7 membri) | Guglielmo Canevascini (dal 1922)       | S                             |              |
| 1921 – 1923 (Consiglio di Stato di 7 membri) | Giovanni Rossi                         | Partito liberale radicale     |              |
| 1921 – 1923 (Consiglio di Stato di 7 membri) | Cesare Mazza                           | Partito liberale radicale     |              |
| 1921 – 1923 (Consiglio di Stato di 7 membri) | Evaristo Garbani-Nerini                | Partito liberale radicale     |              |
| 1921 – 1923 (Consiglio di Stato di 7 membri) | Raimondo Rossi (dal 1922)              | GAPT                          |              |
| 1921 – 1923 (Consiglio di Stato di 7 membri) | Luigi Malé                             | Partito liberale radicale     |              |
| 1921 – 1923 (Consiglio di Stato di 7 membri) | Alfredo Fraschina (dal 1922)           |                               |              |
| 1917 - 1921                                  | Sebastiano Martinoli                   | Partito conservatore          |              |
| 1917 - 1921                                  | Giovanni Rossi                         | Partito liberale radicale     |              |
| 1917 - 1921                                  | Carlo Maggini                          | Partito liberale radicale     |              |
| 1917 - 1921                                  | Evaristo Garbani-Nerini                | Partito liberale radicale     |              |
| 1917 - 1921                                  | Camillo Olgiati                        | Partito liberale radicale     |              |
| 1917 - 1921                                  | Angelo Bonzanigo (dal 1917)            |                               |              |
| 1913 - 1917                                  | Sebastiano Martinoli                   | Partito conservatore          |              |
| 1913 - 1917                                  | Carlo Maggini                          | Partito liberale radicale     |              |
| 1913 - 1917                                  | Emilio Bossi                           | LR                            |              |
| 1913 - 1917                                  | Giuseppe Cattori (dal 1915)            | Partito conservatore          |              |
| 1913 - 1917                                  | Achille Borella                        | Partito liberale radicale     |              |
| 1913 - 1917                                  | Giovanni Rossi                         | Partito liberale radicale     |              |
| 1909 - 1913                                  | Giuseppe Cattori                       | Partito conservatore          |              |
| 1909 - 1913                                  | Sebastiano Martinoli (dal 1912)        |                               |              |
| 1909 - 1913                                  | Evaristo Garbani-Nerini                | Partito liberale radicale     |              |
| 1909 - 1913                                  | Carlo Maggini (dal 1912)               |                               |              |
| 1909 - 1913                                  | Stefano Gabuzzi                        | Partito liberale radicale     |              |
| 1909 - 1913                                  | Emilio Bossi (dal 1910)                |                               |              |
| 1909 - 1913                                  | Gaetano Donini                         | Partito liberale radicale     |              |
| 1909 - 1913                                  | Giovanni Rossi (dal 1909)              |                               |              |
| 1909 - 1913                                  | Achille Borella                        | Partito liberale radicale     |              |
| 1905 - 1909                                  | Giorgio Casella                        | Partito conservatore          |              |
| 1905 - 1909                                  | Evaristo Garbani-Nerini                | Partito liberale radicale     |              |
| 1905 - 1909                                  | Stefano Gabuzzi                        | Partito liberale radicale     |              |
| 1905 - 1909                                  | Gaetano Donini                         | Partito liberale radicale     |              |
| 1905 - 1909                                  | Achille Borella                        | Partito liberale radicale     |              |
| 1901 - 1905                                  | Rinaldo Simen                          | GE                            |              |
| 1901 - 1905                                  | Luigi Colombi                          | GE                            |              |
| 1901 - 1905                                  | Antonio Battaglini                     | GE                            |              |
| 1901 - 1905                                  | Giorgio Casella                        | OL                            |              |
| 1901 - 1905                                  | Tommaso Pagnamenta                     | OL                            |              |
| 1897 - 1901                                  | Rinaldo Simen                          | GE                            |              |
| 1897 - 1901                                  | Luigi Colombi                          | GE                            |              |
| 1897 - 1901                                  | Curzio Curti                           | GE                            |              |
| 1897 - 1901                                  | Giorgio Casella                        | OL                            |              |
| 1897 - 1901                                  | Giovan Battista Volonterio             | OL                            |              |
| 1893 - 1897                                  | Rinaldo Simen                          | GE                            |              |
| 1893 - 1897                                  | Luigi Colombi                          | GE                            |              |
| 1893 - 1897                                  | Curzio Curti                           | GE                            |              |
| 1893 - 1897                                  | Giorgio Casella                        | OL                            |              |
| 1893 - 1897                                  | Rinaldo Rossi                          | OL                            |              |

## Membri del Consiglio di Stato del Canton Ticino che sono diventati consiglieri federali
Degli otto Consiglieri federali ticinesi eletti fino al 2017, sei sono stati prima nel Consiglio di Stato del Ticino :
- Flavio Cotti, Consigliere di Stato dal 1975 al 1983, e Consigliere Federale dal 1987 al 1999
- Nello Celio, Consigliere di Stato dal 1946 al 1959, e Consigliere Federale dal 1967 al 1973
- Giuseppe Lepori, Consigliere di Stato dal 1940 al 1954, e Consigliere Federale dal 1955 al 1959
- Enrico Celio, Consigliere di Stato dal 1932 al 1940, e Consigliere Federale dal 1940 al 1950
- Giovanni Battista Pioda, Consigliere di Stato dal 1842 al 1847 e dal 1855 al 1857, e Consigliere Federale dal 1857 al 1864
- Stefano Franscini, Consigliere di Stato dal 1837 al 1845 e dal 1847 al 1848, e Consigliere Federale dal 1848 al 1857. Nel 1845 dovette rinunciare al Consiglio di Stato perché la Costituzione del 1830 imponeva che i suoi membri , dopo due mandati consecutivi, lasciassero la carica per almeno due anni; riprese così la carica di cancelliere.